# Литовско-московская война (1406—1408)
Литовско-московская война 1406—1408 годов — война Великого княжества Литовского (Витовт) и Великого княжества Московского (Василий I). Закончилась заключением «вечного мира», который продлился до 1492 года.

## Начало войны
В 1406 году Витовт, реализуя планы литовско-орденского Салинского договора по совместному завоеванию и разделу Северо-Западной Руси, начал войну против Пскова. Псков не получил поддержки Новгорода (пошедшего на сближение с Великим княжеством Литовским). Псков, лавировавший в своей внешней политике между Литвой и Москвой, обратился за помощью к великому князю московскому Василию I. Москва, уже встревоженная литовским захватом Смоленска в 1404 году, против которого не решилась вовремя выступить, на сей раз объявила Литве войну «псковские ради обиды». В том же году московские и литовские войска встретились на реке Плаве, под Крапивной, однако в битву не вступили — Витовт и Василий I заключили перемирие на год. Не все бояре Витовта хотели мира, один из них — Андрей Литвин, говорил Витовту: «Не мире, Витовте, не миры», настаивая на решающей битве, чтобы нанести поражение московскому войску. По легенде, боярин Андрей получил от Витовта прозвище «Немиря» и был якобы предком рода Немировича.
В 1407 году военные действия возобновились, войска Великого княжества Литовского заняли Одоев, а войска великого княжества Московского взяли Дмитровец. Основные силы двух сторон сошлись у Вязьмы, но решающая битва не состоялась — перемирие было продлено ещё на один год. Однако отношения между государствами обострились после отъезда в Великое княжество Московское Свидригайла Ольгердовича, соперника Витовта. Василий I милостиво принял его, дал в кормление почти половину земель Великого княжества Московского — Владимир-на-Клязьме со всеми волостями и пошлинами, Переяславль-Залесский, Юрьев-Польский, Волок-Ламский, Ржев и половину Коломны, что вызвало недовольство Витовта.

## Стояние на Угре

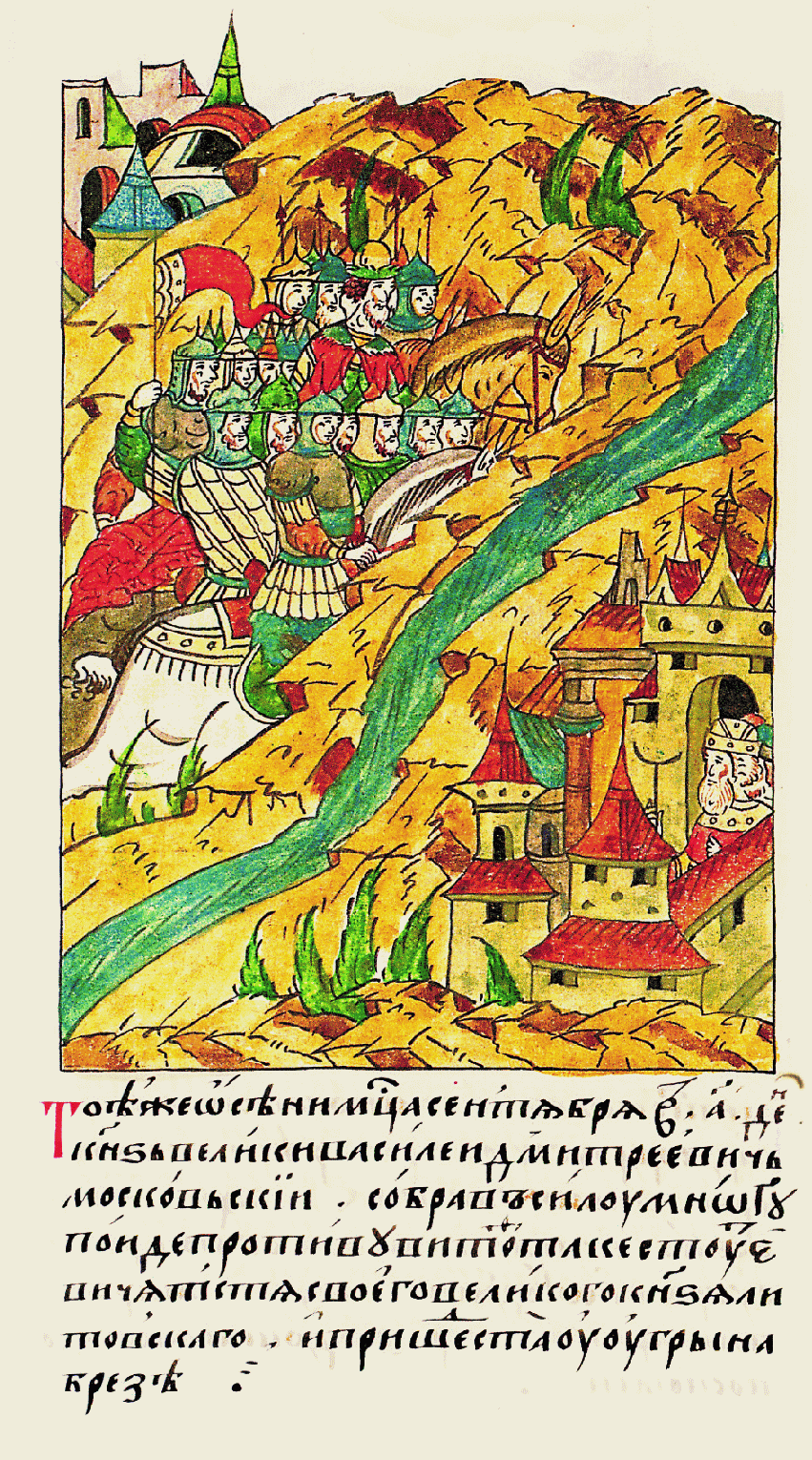
Лицевой летописный свод: «В ту же осень месяца сентября в 1 день великий князь Василий Дмитриевич Московский, собрав большое войско, выступил против своего тестя великого князя Литовского Витовта Кейстутовича и встал на берегу Угры»

В 1408 году войска Витовта выступили в поход на Москву. На границе государств — реке Угре, их встретили московские войска и татарские вспомогательные отряды. Правители решили не доводить дело до сражения и заключили мир. В это время Витовт готовился к войне с Тевтонским орденом, а Василия I беспокоили события в Орде и опасность нашествия Едигея. После многодневного стояния войск на противоположных берегах реки Витовт и Василий I заключили «вечный мир».

## Итоги
Выступление Москвы против Великого княжества Литовского помогло Псковской республике, атакованной Витовтом и Ливонским орденом, справиться с вражескими нашествиями и отстоять свою независимость. Оборонительные действия Пскова большую часть времени ограничились войной с Ливонией. Заключение в 1408 году Угорского договора между Москвой и Литвой делало дальнейшее участие Витовта в войне против Пскова проблематичным. Одновременно ухудшались отношения между Великим княжеством Литовским и Ливонским орденом, и назревавшая между ними война подтолкнула ливонцев к заключению мирного договора с Псковом. Псковский летописец негативно писал о том, что Новгород сближался с ВКЛ и Ливонским орденом и не оказал поддержки Пскову. Как писала Н. А. Казакова, в указанном данным летописцем уповании псковичей на великого князя московского Василия I выразилось осознание роли Москвы как той политической силы, которая была готова оборонять от внешних врагов все русские земли, в том числе ещё не находившиеся под её властью.
Угорский договор окончательно установил границу между двумя великими княжествами в верховьях реки Ока по рекам Угра, Рёсса и Брынь. Василий I обязался прекратить поддержку Свидригайло (он вернулся в Литву после разгрома Едигеем осенью 1408 года городов, находившихся у него в кормлении) и признавал принадлежность к Великому княжеству Литовскому Смоленской земли и Верховских княжеств. В состав Великого княжества Московского вошла небольшая, ранее спорная, территория в бассейне реки Жиздры — Перемышль, Козельск, Любутск. Угорский договор 1408 года утвердил доминирующее положение Великого княжества Литовского в Восточной Европе, позволил Витовту усилить свою власть над Псковом и Новгородом, облегчил борьбу с Тевтонским орденом на западе. Жена Василия I — Софья Витовтовна часто и подолгу гостила у своего отца. После смерти Василия I (1425) Витовт стал опекуном его девятилетнего сына Василия II и оказывал существенное влияние на Московское и другие княжества Северо-Восточной Руси.
Мирные отношения между Великим княжеством Литовским и Великим княжеством Московским впоследствии были подтверждены мирным договором 1449 года и официально сохранялись до 1492 года (фактически до войны 1487—1494 годов).